# NGC 5003
NGC 5003 је спирална галаксија у сазвежђу Ловачки пси која се налази на NGC листи објеката дубоког неба.
Деклинација објекта је + 43° 44' 14" а ректасцензија 13h 8m 37,8s. Привидна величина (магнитуда) објекта NGC 5003 износи 14,3 а фотографска магнитуда 15,2. NGC 5003 је још познат и под ознакама UGC 8228, MCG 7-27-33, CGCG 217-13, PGC 45559.